# نبرد گوام (۱۹۴۴)
نبرد گوام (انگلیسی: Battle of Guam)یکی از نبردهای جنگ اقیانوس آرام بود.